# Spathoglottis portus-finschii
Spathoglottis portus-finschii är en orkidéart som beskrevs av Friedrich Fritz Wilhelm Ludwig Kraenzlin. Spathoglottis portus-finschii ingår i släktet Spathoglottis och familjen orkidéer. Inga underarter finns listade i Catalogue of Life.